# Gare de Fondeval
La gare de Fondeval, appelé autrefois gare de Saint-Brais jusqu'à une date inconnue, était une gare ferroviaire suisse, puis une halte de la ligne La Chaux-de-Fonds – Le Noirmont – Glovelier. Il est situé dans le district des Franches-Montagnes, canton du Jura, au sud-ouest de la localité de Saint-Brais.

## Situation ferroviaire
Établi à 779,9 mètres d'altitude, la gare de Fondeval est située sur la ligne Le Noirmont – Glovelier (no 237), entre les gares de Bollement et de Combe-Tabeillon.
Autrefois, une voie de débord et un quai haut permettaient le chargement des marchandises ; les vestiges sont encore visibles aujourd'hui.

## Histoire
La gare a été ouverte au trafic le 21 mai 1904 par la compagnie du RSG (Régional Saignelégier–Glovelier) ; les voies avaient alors un écartement normal et la traction des trains avait recours à une locomotive à vapeur. La ligne sera fermée du 8 mai 1948 au 4 octobre 1953 pour transformation de la ligne à voie métrique et électrification en 1 500 V CC.
La gare de Fondeval était desservie par des trains régionaux en provenance et à destination de Glovelier et de La Chaux-de-Fonds.